# David Lloyd George
David Lloyd George (Chorlton-on-Medlock, Engeland, 17 januari 1863 – Llanystumdwy, Wales, 26 maart 1945) was een Brits politicus en vooralsnog het laatste lid van de Liberal Party dat premier van het Verenigd Koninkrijk werd (tussen 1916 en 1922).

## Levensloop
Hoewel Lloyd George geboren werd in Manchester, Engeland, kwam hij uit een Welsh-sprekende familie en groeide ook op in Wales. Zodoende werd hij bekend als een politicus uit Wales. Lloyd George is tot op heden de enige Britse premier die niet het Engels maar het Welsh als eerste taal had.
In 1890 werd Lloyd George voor de liberalen verkozen in het Lagerhuis, waar hij tot in februari 1945 zetelde. In zijn eerste jaren was hij voornamelijk een backbencher. Hij stond bekend als een radicaal en een pacifist. Hij sprak zich uit tegen de Tweede Boerenoorlog, iets wat hem, ook binnen zijn eigen partij, veel vijanden opleverde. Niettemin maakte de liberaal Henry Campbell-Bannerman, toen hij in 1905 premier werd, Lloyd George minister van Handel.
Nadat Campbell-Bannerman wegens ziekte als premier vertrok, werd Lloyd George in 1908 door de nieuwe premier Herbert Henry Asquith gepromoveerd tot minister van Financiën. Hij bleef dit tot in 1915. Als minister van Financiën legde hij, onder meer door de invoering van het pensioen, het fundament voor wat later de verzorgingsstaat zou worden.
Zijn hervormingen stuitten echter op oppositie in het Hogerhuis, dat werd gedomineerd door de conservatieven. In 1909 werd zijn jaarlijkse budget door de Lords afgewezen. Dit leidde tot een politieke crisis die eindigde nadat er in 1910 twee verkiezingen waren gehouden, die beide werden gewonnen door de liberalen. Nadat de macht van de Lords in 1911 was beperkt, werd Lloyd Georges budget alsnog goedgekeurd.
In 1915 gaf hij zijn positie op, om in het oorlogskabinet van Asquith van 1915 tot 1916 minister van Munitie en daarna enkele maanden in 1916 minister van Oorlog te worden. In december 1916 nam hij, uit onvrede over het beleid van de premier, ontslag en dwong zo Asquith om ook ontslag te nemen.
Na het ontslag van Asquith vroeg de Britse koning George V aan Lloyd George een kabinet te vormen. Samen met de conservatieven vormde hij een coalitie die uiteindelijk zes jaar stand zou houden. De liberalen, onder leiding van Asquith, waren echter geen lid van de coalitie en Lloyd George brak met zijn partij. Op 2 november 1917 kwam zijn regering met de Balfour-verklaring , waarin de joden steun kregen toegezegd voor de vestiging van een "Joods nationaal tehuis" in Palestina , dat de Britten een jaar tevoren op de Ottomanen veroverd hadden.
De beginperiode van zijn premierschap werd voornamelijk gedomineerd door de Eerste Wereldoorlog. Deze werd in 1918 uiteindelijk beslist in het voordeel van onder meer de Britten. Na de oorlog nam Lloyd George deel aan de vredesconferentie in Versailles. Daar kwam hij regelmatig in aanvaring met leiders van naties die tot de overwinnaars behoorden. Voornamelijk de manier waarop en hoe zwaar Duitsland gestraft moest worden, was een punt van discussie. De Franse premier Georges Clemenceau wilde een vergoeding voor de geleden schade. Lloyd George wilde de Duitsers wel straffen, zowel economisch als politiek, maar hij wilde de Duitse economie niet slopen. Uiteindelijk werd er een compromis gevonden en het verdrag getekend.
Enkele weken na de oorlog won de coalitie van Lloyd George met voorsprong de verkiezingen. Hij kon zich nu gaan focussen op binnenlandse aangelegenheden zoals onderwijs en gezondheidszorg. De coalitie met de conservatieven begon wel haar tol te eisen; de conservatieven waren minder welwillend om mee te werken aan de hervormingen.
Begin jaren twintig was Lloyd George nauw betrokken bij de oprichting van de Ierse Vrijstaat, waarmee Ierland onafhankelijk werd van het Verenigd Koninkrijk. Ook dit werd bekritiseerd door de conservatieven. Zij vonden een hardere houding tegen de republikeinen (voornamelijk de IRA) nodig. Dit was in het begin ook het standpunt van Lloyd George, maar hij realiseerde zich dat hij met onderhandelen meer kon bereiken.
In mei 1919 moedigde Lloyd George de Grieken aan een invasievloot naar Izmir te sturen om te voorkomen, dat de Italianen de havenstad zouden bezetten. Hiermee begon de Grieks-Turkse Oorlog, waarvoor in het Verenigd Koninkrijk weinig steun bestond en waar het Britse Gemenebest zich van afzijdig hield. Na enige tijd sloten de Franse bondgenoten vrede met de Turken en gingen hen zelfs helpen. Toen in september 1922 Izmir viel en de Grieken in oktober een bestand sloten met Atatürk, stond Lloyd George alleen en was zijn positie verloren.
De coalitie van Lloyd George en zijn kabinet kwamen ook onder druk te staan doordat de conservatieven zich tegen hem begonnen te keren. Hem werd verweten te afstandelijk te zijn en nooit het kabinetsoverleg bij te wonen. Dit was een flinke schop tegen het zere been van de leiders van de Conservative Party, die het idee hadden dat Lloyd George hun partij kapot zou maken als ze de coalitie in stand hielden. In oktober 1922 viel de regering van Lloyd George uiteindelijk nadat hij was beschuldigd van het verkopen van eretitels. Bij de daaropvolgende verkiezingen viel de coalitie uit elkaar en verdween hij als premier.
Na zijn vertrek als premier bleef Lloyd George nog jarenlang actief als politicus. In 1924 herstelde hij de breuk met zijn oude partij en na het ontslag van Asquith was hij van 1926 tot 1931 leider van de partij. In 1929 werd hij als langstzittende parlementslid 'Father of the House'. Hij begon in die tijd ook met het schrijven van zijn autobiografie. Voor het schrijven van het boek had hij documenten meegenomen uit 10 Downing Street (later zou Winston Churchill hetzelfde doen, naar aanleiding daarvan nam het Britse parlement een wet aan die dat moeilijker moest maken).
Als gevolg van een ziekte was het voor Lloyd George in 1929 niet mogelijk om toe te treden tot het nationale kabinet onder leiding van de socialist Ramsay MacDonald.
In de jaren dertig werd hij al snel een tegenstander van de appeasementpolitiek van de conservatieven Stanley Baldwin en Neville Chamberlain. Bij het begin van de Tweede Wereldoorlog werd er nog gespeculeerd over een mogelijke terugkeer als premier. Dit gebeurde uiteindelijk niet. In februari 1945 accepteerde Lloyd George uiteindelijk toch een adellijke titel en daarmee een plaats in het Britse Hogerhuis. In maart van dat jaar overleed hij onverwachts. Hij werd 82 jaar oud.

## Nalatenschap
David Lloyd George was een briljante, alsook controversiële politicus. Hij werkte mee aan de val van Chamberlain, maar had begin jaren dertig zelf ook ontmoetingen met Adolf Hitler. In die tijd heeft hij zich enkele malen positief over Hitler uitgelaten, iets wat later leidde tot controverse.
Ook zijn acties als premier werden niet altijd gewaardeerd. Zeker de verkoop van eretitels heeft zijn reputatie geen goed gedaan.
Meestal wordt hij echter geprezen als een krachtig leider en een voortreffelijk politicus. In zijn tijd legde hij de basis waarop Clement Attlee uiteindelijk de verzorgingsstaat zou bouwen. Ook het feit dat hij premier was tijdens de gewonnen Eerste Wereldoorlog en zijn medewerking aan de oprichting van de Ierse Vrijstaat dragen bij aan een goede reputatie.